# نهائي كأس إفريقيا للأندية البطلة 1995
نهائي كأس أفريقيا للأندية البطلة 1995 هي المباراة النهائية للنسخة 31 من دوري أبطال أفريقيا .
توج أورلاندو بايرتس الجنوب الأفريقي بالكأس على حساب أسيك أبيدجان الإيفواري.

## الفرق
| الفريق          | مشاركة سابقة (الخط الغليظ يشير إلى بطل تلك النسخة) |
| --------------- | -------------------------------------------------- |
| أورلاندو بيراتس | 0                                                  |
| أسيك ميموزا     | 0                                                  |

## النهائي
| أسيك ميموزا | 2–2   | أورلاندو بيراتس |
| ----------- | ----- | --------------- |
|             | تقرير |                 |

| أورلاندو بيراتس | 1–0   | أسيك ميموزا |
| --------------- | ----- | ----------- |
|                 | تقرير |             |